# Benthoctopus ergasticus
Benthoctopus ergasticus är en bläckfiskart som först beskrevs av Fischer 1892.  Benthoctopus ergasticus ingår i släktet Benthoctopus och familjen Octopodidae. Inga underarter finns listade i Catalogue of Life.